# Kalavad
Kalavad è una suddivisione dell'India, classificata come municipality, di 24.857 abitanti, situata nel distretto di Jamnagar, nello stato federato del Gujarat. In base al numero di abitanti la città rientra nella classe III (da 20.000 a 49.999 persone).

## Geografia fisica
La città è situata a 22° 13' 0 N e 70° 22' 60 E e ha un'altitudine di 86 m s.l.m..

## Società

### Evoluzione demografica
Al censimento del 2001 la popolazione di Kalavad assommava a 24.857 persone, delle quali 12.516 maschi e 12.341 femmine. I bambini di età inferiore o uguale ai sei anni assommavano a 2.831, dei quali 1.519 maschi e 1.312 femmine. Infine, coloro che erano in grado di saper almeno leggere e scrivere erano 16.910, dei quali 9.183 maschi e 7.727 femmine.